# Anna Dawson
Anne Dawson (Bolton (Engeland), 27 juli 1937) is een Engels actrice die in 1964 debuteerde als Mary Crawford in de misdaadserie Dixon of Dock Green. Tot 1966 speelde ze in 23 afleveringen mee. 

## Verdere carrière
In 1965 maakte ze haar filmdebuut in de tv-comedy Mother Goose. Pas in 1971 was ze weer op televisie te zien in de comedyserie Slapstick and Old Lace. De serie werd na zeven afleveringen voortijdig beëindigd. In de jaren zeventig speelde ze gastrollen in series als Z Cars en Robin's Nest. Ze speelde ook in enkele films. 
Midden jaren 70 had ze een erg drukke periode. Tussen 1975 en 1977 zat ze in de comedy Larry Grayson en tussen 1976 en 1978 in What's on Next?. Ook speelde ze in 1977 in de LWT-serie Hi! Summer. Ook in de jaren 80 speelde ze in vele televisieseries, waaronder Life Begins at Forty en Bad Boyes. Ook deed ze acht keer mee in The Benny Hill Show. 
In België en Nederland vergaarde ze enige bekendheid door haar rol als Violet, de rijke zuster van Hyacinth Bucket in Keeping Up Appearances, (die ene met dat grote huis, de nieuwe Mercedes, een zwembad en ruimte voor een pony). Ze was in de laatste reeks uit 1995 in negen afleveringen te zien. Daarna is ze het rustiger aan gaan doen.
Ze was getrouwd met acteur John Boulter.

## Filmografie
- Keeping Up Appearances televisieserie - Violet Paddock (9 afl., 1995)
- Benny Hill's World Tour: New York! (televisiefilm, 1991) - Verschillende rollen
- The Benny Hill Show televisieserie - Verschillende rollen (9 afl., 1975-1989)
- The Crazy World of Benny Hill (Video, 1988) - Verschillende rollen
- Bad Boyes televisieserie - Bonnie, 1987)
- Alas Smith & Jones televisieserie - Rol onbekend (Episode 3.4, 1986)
- Bloodbath at the House of Death (1984) - Verpleegster
- The New Statesman televisieserie - Enid Vance (1984-1985)
- The Steam Video Company televisieserie - Verschillende rollen (Afl. onbekend, 1983)
- Keep It in the Family televisieserie - Mrs. Morgan (Afl., The Longest Night, 1982)
- The Kenny Everett Video Cassette televisieserie - Carla (1981)
- The Paul Squire Show televisieserie - Rol onbekend (1981)
- If You Go Down in the Woods Today (1981) - Courting Woman
- Life Begins at Forty televisieserie - Jill Simpson (1980)
- Keep It in the Family televisieserie - Vrouwelijk jurylid (Afl., All Through the Night, 1980)
- The Allan Stewart Show (televisiefilm, 1980) - Rol onbekend
- The Crowther Collection televisieserie - Verschillende rollen (1980)
- Robin's Nest televisieserie - Atalanta (Afl., Just an Old-Fashioned Girl, 1980)
- Hi! Summer televisieserie - Rol onbekend (1977)
- Stand Up, Virgin Soldiers (1977) - Glam #1
- What's on Next? televisieserie - Verschillende rollen (1976-1978)
- Larry Grayson televisieserie - Verschillende rollen (1975-1977)
- The Sexplorer (1975) - Bedrijfsleidster winkel
- Love Thy Neighbour (1973) - Betty
- O Lucky Man! (1973) - Becky
- Z Cars televisieserie - Sheila Clowes (Afl., Domestic, 1973)
- Slapstick and Old Lace televisieserie - Verschillende rollen (1971)
- Dixon of Dock Green televisieserie - Mary Crawford (23 afl., 1964-1966)
- Mother Goose (televisiefilm, 1965) - Squires dochter

- Bibliothèque nationale de France: cb141696677 (data)
- International Standard Name Identifier: 0000 0003 7198 2016
- Virtual International Authority File: 69139386